# 골라브 아디네흐
골라브 아디네흐(페르시아어: گلاب آدینه, 영어: Golab Adineh, 1953년 11월 13일 ~ )는 이란의 배우이다.

## 출연 작품
- 시스 (2017)
- 아이 엠 디에고 마라도나 (2015)
- 블루 베일드 (1995)